# 반복적 깊이심화 탐색
반복적 깊이심화 탐색(iterative-deepening search)은 맹목적 탐색 방법 중 하나로 깊이 우선 탐색을 반복적으로 적용하되, 깊이 한계를 조정하여 실행하는 탐색 방법이다. 즉, 깊이 우선 탐색과 너비 우선 탐색을 합쳐서 운용하는 탐색 방법이다.

## 장점
깊이 우선 탐색의 장점인 메모리 공간 효율, 너비 우선 탐색의 장점인 최단 경로 탐색 보장을 다 가지고 있다.

## 비효율성
깊이 우선 탐색을 반복하게 되므로 비효율성이 존재하나, 실질적으로 크게 늘지는 않는다. 
예를 들어 각 노드가 10개의 지식노드를 가진다고 가정할 때, 너비 우선 탐색 대비 약 11% 정도의 추가 노드가 생성된다.
맹목적 탐색 적용시 우선 고려 대상이다.

## 같이 보기
- 깊이 우선 탐색
- 너비 우선 탐색